# Lasianthus kilimandscharicus
Lasianthus kilimandscharicus är en måreväxtart som beskrevs av Karl Moritz Schumann. Lasianthus kilimandscharicus ingår i släktet Lasianthus och familjen måreväxter.

## Underarter
Arten delas in i följande underarter:
- L. k. glabrescens
- L. k. hirsutus
- L. k. kilimandscharicus
- L. k. xanthospermus